# مردان ایکس تاریک
مردان ایکس تاریک (به انگلیسی: Dark X-Men) عنوان تیمی خیالی در کتاب‌های کامیک آمریکایی منتشر شده توسط شرکت مارول کامیکس است. مردان ایکس تاریک نوشته مت فرکشن و تری دادسون است که برای اولین بار، در شماره ۵۱۳ مردان-ایکس غیرطبیعی و هم‌زمان با انتقام‌جویان تاریک در سپتامبر ۲۰۰۹ چاپ شد. این تیم متشکل از انسان‌های جهش‌یافته است که هر کدام به گونه‌ای استعداد خاصی دارند. بیشتر اعضای این گروه اعضای اصلی تیم مردان ایکس هستند.